# Ciężki bojowy wóz piechoty
Ciężki bojowy wóz piechoty (CBWP) – projektowany bojowy wóz piechoty opracowany przez Hutę Stalowa Wola. Pojazd ma być przeznaczony do rażenia celów opancerzonych i nieopancerzonych, siły żywej oraz schronów i umocnień polowych, do współdziałania z pododdziałami wojsk pancernych. 

## Założenia techniczne
Decyzja o jego produkcji została podjęta przez MON po przeprowadzonych latem 2022 roku testach koreańskiego, ciężkiego bojowego wozu piechoty AS21 Redback. Nie były to państwowe testy, tylko nieoficjalne zapoznania polskich żołnierzy z koreańskim sprzętem i jego możliwościami, prowadzone przez producenta pojazdu.  
CBWP ma powstać w Hucie Stalowa Wola, na bazie podwozia haubicy samobieżnej AHS Krab, i być wyposażony w nową odmianę wieży ZSSW-30, z armatą kalibru 40 mm, o zwiększonym poziomie ochrony balistycznej, oraz w wyrzutnię przeciwpancernych pocisków kierowanych. Ma transportować trzyosobową załogę i 8–9 żołnierzy desantu, odznaczać się wysokim poziomem ochrony balistycznej i przeciwminowej, a także dobrymi możliwościami trakcyjnymi. Pojazd ma być produkowany z wykorzystaniem podzespołów podwozia Kraba – m.in. takich elementów, jak silnik, skrzynia biegów, przekładnia główna, zawieszenie, koła nośne, napędowe, napinające i gąsienice, które zainstalowane zostaną w nowym, zaprojektowanym przez HSW od podstaw kadłubie. W przeciwieństwie do BWP Borsuk, zniesiony został przez MON wymóg pływalności, a brak tego wymogu i większy kadłub pozwoli na zamontowanie mocniejszego opancerzenia. HSW planuje zaprezentowanie demonstratora pojazdu jeszcze w 2023 roku. Umowa licencyjna z firmą Samsung Techwin (obecnie Hanwha Techwin), zawarta  w grudniu 2014 pozwala HSW S.A. na wprowadzanie w podwoziu Kraba odpowiednich modyfikacji, i dowolnych zmian konstrukcyjnych, włącznie z adaptacją do nowych zastosowań.
Liczba zamawianych transporterów powiązana ma być z liczbą wchodzących na wyposażenie Wojska Polskiego czołgów M1 Abrams. W Abramsy i nowe ciężkie bojowe wozy piechoty ma docelowo zostać wyposażona 18 Dywizja Zmechanizowana, podczas gdy w czołgi K2 i Borsuki m.in. 16 Pomorska Dywizja Zmechanizowana.
Prezes PGZ, stwierdził.

Do końca roku będziemy chcieli przedstawić demonstrator technologii, to się tak nazywa, ale to będzie de facto gotowy pojazd, jako propozycja do dalszych rozmów, ewentualnie o decyzji już o testach […] Musimy takie tempo przyjąć, bo jest takie oczekiwanie naszych Sił Zbrojnych, zawsze odpowiadamy na to zapotrzebowanie i teraz też na nie odpowiemy.

## Realizacja projektu
W sierpniu 2023 została podpisana umowa, zakładająca dostarczenie wojsku przez HSW do końca 2023 roku demonstratora CBWP. Do wykonania demonstratora przez HSW, konieczne jest jednak zaakceptowanie przez MON założeń konstrukcyjnych wykonania Ciężkiego Bojowego Wozu Piechoty, które do tej pory nie zostało przedstawione. Dopiero po zbudowaniu demonstratora i jego ocenie, HSW ma dostarczyć wojsku cztery egzemplarze prototypowe, które zostaną przeznaczone do różnego rodzaju prób i testów.